# Eriostemon coccineus
Eriostemon coccineus là một loài thực vật có hoa trong họ Cửu lý hương. Loài này được C.A.Gardner mô tả khoa học đầu tiên năm 1939.